# Cassidy International Airport
Cassidy International Airport är en flygplats i Kiribati.   Den ligger i örådet Kiritimati och ögruppen Linjeöarna, i den västra delen av landet, 3 300 km öster om huvudstaden Tarawa. Cassidy International Airport ligger 1 meter över havet. Den ligger på ön Motu Upou.
Terrängen runt Cassidy International Airport är mycket platt. Havet är nära Cassidy International Airport åt nordost.  Närmaste större samhälle är Tabwakea Village, 15,7 km väster om Cassidy International Airport. 